# Marielle Thompson
Marielle Thompson (North Vancouver, 15 giugno 1992) è una sciatrice freestyle canadese, campionessa olimpica di ski cross ai Giochi di Soči 2014.

## Biografia
Ha debuttato in Coppa del Mondo il 18 dicembre 2010 a San Candido, ha ottenuto il primo podio il 17 dicembre 2011 nella medesima località (3ª) e la prima vittoria il 3 febbraio 2012 a Blue Mountain.
In carriera ha partecipato a tre edizioni dei Giochi olimpici invernali, Soči 2014 vincendo la medaglia d'oro e Pyeongchang 2018 venendo eliminata agli ottavi di finale e a Pechino 2022, vincendo la medaglia d'argento, e a sei dei Campionati mondiali, vincendo la medaglia d'argento a Voss-Myrkdalen 2013 e l'oro a Park City 2019.

## Palmarès

### Olimpiadi
- 2 medaglie:
  - 1 oro (ski cross a Soči 2014)
  - 1 argento (ski cross a Pechino 2022)

### Mondiali
- 2 medaglie:
  - 1 oro (ski cross a Park City 2019)
  - 2 argenti (ski cross a Voss-Myrkdalen 2013, ski cross a squadre a Bakuriani 2023)

### Mondiali juniores
- 1 medaglia:
  - 1 oro (ski cross a Valmalenco 2013)

### Coppa del Mondo
- Vincitrice della Coppa del Mondo di ski cross nel 2012, nel 2014, nel 2017 e nel 2024
- 73 podi:
  - 36 vittorie
  - 23 secondi posti
  - 14 terzi posti

#### Coppa del Mondo - vittorie
| Data             | Luogo                | Paese    | Disciplina |
| ---------------- | -------------------- | -------- | ---------- |
| 3 febbraio 2012  | Blue Mountain        | Canada   | SX         |
| 3 marzo 2012     | Branäs               | Svezia   | SX         |
| 10 marzo 2012    | Grindelwald          | Svizzera | SX         |
| 7 dicembre 2013  | Nakiska              | Canada   | SX         |
| 17 gennaio 2014  | Val Thorens          | Francia  | SX         |
| 23 marzo 2014    | La Plagne            | Francia  | SX         |
| 6 dicembre 2014  | Nakiska              | Canada   | SX         |
| 9 gennaio 2014   | Val Thorens          | Francia  | SX         |
| 10 gennaio 2014  | Val Thorens          | Francia  | SX         |
| 5 dicembre 2015  | Montafon             | Austria  | SX         |
| 17 gennaio 2016  | Watles               | Italia   | SX         |
| 23 gennaio 2016  | Nakiska              | Canada   | SX         |
| 14 febbraio 2016 | Idre Fjäll           | Svezia   | SX         |
| 9 dicembre 2016  | Val Thorens          | Francia  | SX         |
| 13 dicembre 2016 | Arosa                | Svizzera | SX         |
| 17 dicembre 2016 | Montafon             | Austria  | SX         |
| 15 gennaio 2017  | Watles               | Italia   | SX         |
| 12 febbraio 2017 | Idre Fjäll           | Svezia   | SX         |
| 25 febbraio 2017 | Sunny Valley         | Russia   | SX         |
| 5 marzo 2017     | Blue Mountain        | Canada   | SX         |
| 17 marzo 2019    | Veysonnaz            | Svizzera | SX         |
| 14 dicembre 2019 | Montafon             | Austria  | SX         |
| 17 dicembre 2019 | Arosa                | Svizzera | SX         |
| 1º febbraio 2020 | Megève               | Francia  | SX         |
| 14 dicembre 2021 | Arosa                | Svizzera | SX         |
| 28 gennaio 2024  | Sankt Moritz         | Svizzera | SX         |
| 3 febbraio 2024  | Alleghe              | Italia   | SX         |
| 10 febbraio 2024 | Bakuriani            | Georgia  | SX         |
| 11 febbraio 2024 | Bakuriani            | Georgia  | SX         |
| 16 marzo 2024    | Veysonnaz            | Svizzera | SX         |
| 23 marzo 2024    | Idre Fjäll           | Svezia   | SX         |
| 12 dicembre 2024 | Val Thorens          | Francia  | SX         |
| 17 dicembre 2024 | Arosa                | Svizzera | SX         |
| 1º febbraio 2025 | Veysonnaz            | Svizzera | SX         |
| 2 febbraio 2025  | Veysonnaz            | Svizzera | SX         |
| 8 febbraio 2025  | Passo San Pellegrino | Italia   | SX         |

Legenda:

SX = Ski cross